# Museu Alemany d'Història
El Deutsches Historisches Museum (Museu Alemany d'Història) és el museu d'història alemanya a Berlín. El museu és una fundació patrocinada per la República Federal d'Alemanya. El gremi director és el Kuratorium (consell d'administració) amb representants del govern i del parlament de la república, i dels governs dels "Länder" (Estats federals alemanys). El museu té la missió de possibilitar l'enteniment de la visió de l'altre, per reflectir la història i la cultura en un nivell més alt, especialment en l'actual període d'internacionalització i globalització. El museu està ubicat al Zeughaus (Antic Arsenal), l'edifici més antic de l'avinguda Unter den Linden. Ha sigut ampliat per un annex modern, construït per Ieoh Ming Pei i inaugurat el 2003.

## Història
El museu es va fundar el 28 d'octubre de 1987, en la celebració del 750è aniversari de la ciutat Berlín, al Reichstag. A conseqüència de l'èxit de l'exposició sobre els Prussians de 1981 al Martin-Gropius-Bau, el llavors alcalde de Berlín (Oest), Richard von Weizsäcker va encarregar un memoràndum a quatre historiadors - Hartmut Boockmann, Eberhard Jäckel, Hagen Schulze i Michael Stürmer - que es va presentar el 1981 amb el títol: Deutsche Historisches Museum in Berlin (Museu Històric Alemany a Berlín). El projecte tenia un gran suport en el Canceller Helmut Kohl, qui en el seu Discurs de l'Estat de la Nació, el 27 de febrer de 1985 al Parlament Alemany, va qualificar la fundació d'un Museu Històric Alemany (DHM) a Berlín com un deure nacional de rang europeu. Una comissió de 16 historiadors, historiadors de l'art i directors de museus va elaborar el 1985-1986 la concepció per al museu i la va presentar en una audiència publica al debat. La redacció final va formar la base de la fundació del museu. Presentar la història alemanya en una relació internacional es va marcar com a nucli de la tasca del museu. El 28 de juliol de 1987 es va signar l'escriptura social per la creació de la "Societat limitada per a la Creació del Museu Històric Alemany" entre la República Federal Alemanya i el Land de Berlin.
L'oponent més prestigiós de la fundació va ser Christian Ströbele - llavors polític d'Alternative Liste - predecessor de Die Grünen (Els Verds). Va argumentar en un escrit polèmic dels Verds, editat al desembre de 1986, que el museu podria servir com a "instrument" per distanciar-nos els records de l'horror del nacionalsocialisme. Inicialment el lloc triat va ser el Spreebogen, un edifici als voltants del Reichstag. El 1988 es va convocar un concurs d'arquitectura que va guanyar l'arquitecte italià Aldo Rossi.
Després de la reunificació alemanya, el 3 d'octubre 1990, el govern alemany va traspassar al DHM les col·leccions i la propietat immobiliària del llavors Museum für Deutsche Geschichte. Ja al setembre de 1990 va ser posat sota tutela del director del DHM per l'últim govern de la Deutsche Demokratische Republik. Així es va destinar el Zeughaus com la llar del Museu Històric Alemany. El setembre del 1991 es van presentar ja les primeres exposicions al Zeughaus.
Al cap de poc de la seva fundació el DGM va començar la creació de la col·lecció. Una primera mostra representativa presentar a partir de 1994 l'exposició permanent "Bilder und Zeugnisse der deutschen Geschichte" (Imatges i Testimonis de la Història Alemanya) amb més que 2.000 obres exposades.
Entre 1994 i 1998 es va restaurar la façana del Zeughaus segons principis històrics. El 1998 va tancar el Zeughaus i va ser restaurat pel gabinet d'arquitectura de Winfried Brenne. Arran de la nova construcció entre 1998 i 2004 de la sala d'exposicions de Ieoh Ming Pei, el Schlüterhof (pati amb les màscares d'Andreas Schlüter) va ser cobert amb un sostre de vidre. Des de 2003 està oberta la nova sala d'exposicions per a exposicions temàtiques amb una superfície de 2.700 m² en 4 nivells. L'exposició permanent Deutsche Geschichte in Bildern und Zeugnissen (Història Alemanya en Imatges i Testimonis) va ser inaugurat per la Cancillera Angela Merkel el 2 de juny del 2006.
Des del 30 de desembre de 2008 el DHM és una fundació pública (Stiftung des öffentlichen Rechts) de la República Federal Alemanya. També és titular de la fundació Sichtbares Zeichen-Stiftung Flucht, Vertreibung, Versöhnung, fundada el 2009 per a la creació d'un centre de commemoració i documentació de fugida i desterrament en el passat recent.